# Вальмерод
Вальмерод (нем. Wallmerod) — община в Германии, в земле Рейнланд-Пфальц. 
Входит в состав района Вестервальд. Подчиняется управлению Вальмерод.  Население составляет 1309 человек (на 31 декабря 2010 года). Занимает площадь 2,66 км².